# Lapacho

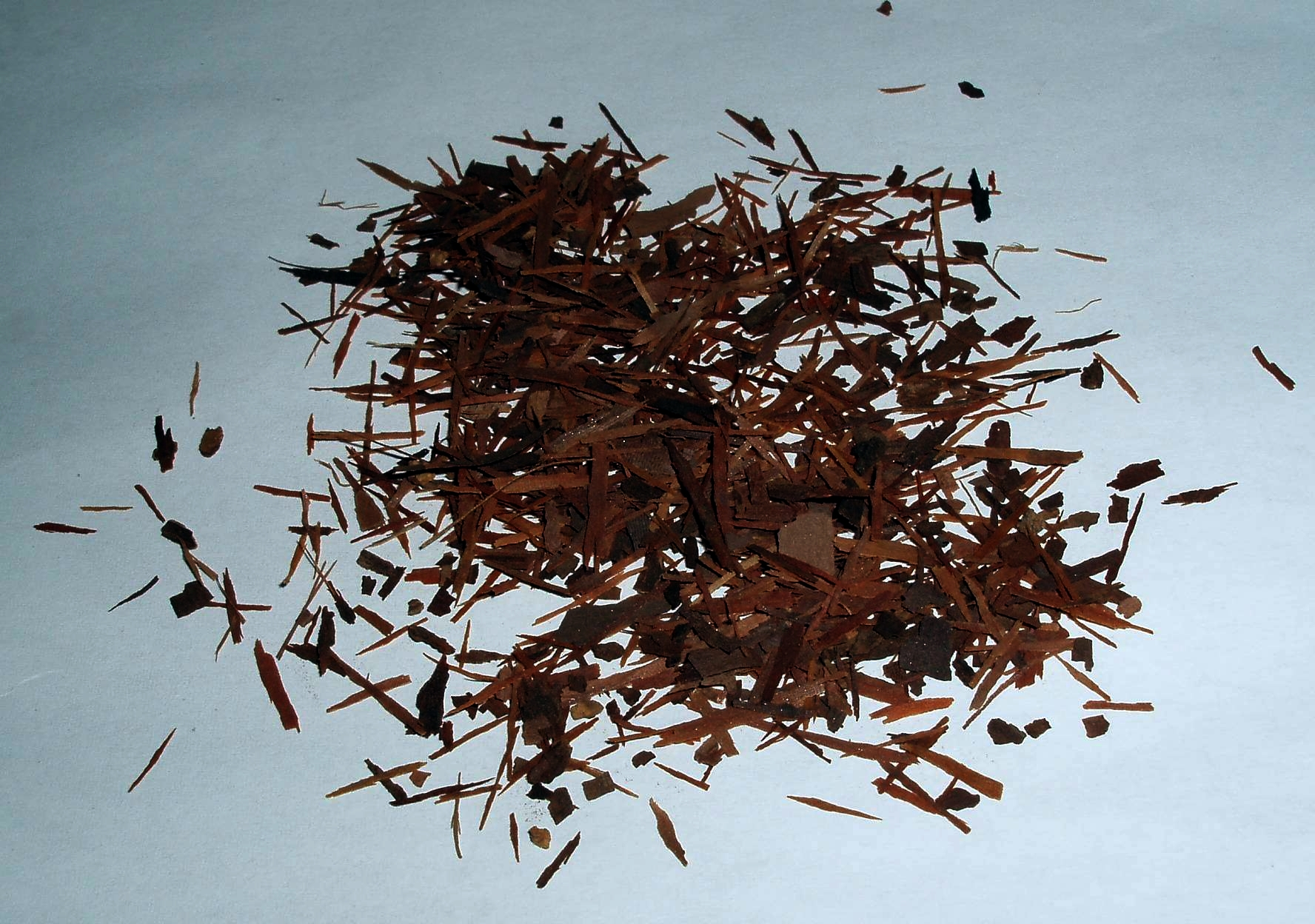
Lapachothee

Lapacho is een kruidenthee. Deze komt van de boom Tabebuia impetiginosa, die voorkomt in Latijns-Amerika. Het betreft het binnenste van de schors in gemalen vorm; ook als fytotherapeutisch geneesmiddel gebruikt. 